# Tre Valli Varesine 1969
La Tre Valli Varesine 1969, quarantanovesima edizione della corsa, si svolse il 27 luglio 1969 su un percorso di 264 km. La vittoria fu appannaggio dell'italiano Marino Basso, che completò il percorso in 6h12'35", precedendo i connazionali Dino Zandegù e Luciano Armani.
Sul traguardo di Biandronno 42 ciclisti, sui 92 partiti dalla medesima località, portarono a termine la competizione. 

## Ordine d'arrivo (Top 10)
| Pos. | Corridore           | Squadra        | Tempo    |
| ---- | ------------------- | -------------- | -------- |
| 1    | Marino Basso        | Molteni        | 6h12'35" |
| 2    | Dino Zandegù        | Salvarani      | s.t.     |
| 3    | Luciano Armani      | Scic           | s.t.     |
| 4    | Michele Dancelli    | Molteni        | s.t.     |
| 5    | Gigi Sgarbozza      | Max Meyer      | s.t.     |
| 6    | Ercole Gualazzini   | Max Meyer      | s.t.     |
| 7    | Renato Laghi        | Germanvox-Wega | s.t.     |
| 8    | Luciano Soave       | Faema          | s.t.     |
| 9    | Vito Taccone        | Germanvox-Wega | s.t.     |
| 10   | Alberto Della Torre | Filotex        | s.t.     |